# Збереження стану сеансу на стороні клієнта (шаблон проєктування)
Збереження стану сеансу на стороні клієнта (англ. Client Session State) — шаблон проєктування, який пропонує зберігати стан сеансу на стороні клієнта.

## Опис
При реалізації клієнт-серверної архітектури необхідно реалізувати передачу даних між обома сторонами. При цьому варто зберігати інформацію про сеанс.
Даний шаблон пропонує зберігати стан сеансу на стороні клієнта.

## Переваги та недоліки

### Переваги
- Висока швидкодія. Перевірка та створення сеансів відбувається швидко, дані отримуються із HTTP-запиту, не потрібно перевіряти сховище
- Зменшення навантаження із сервера. Кожний клієнт містить свій власний стан
- Не потрібно копіювати стан між різними вебсерверами
- Можна легко додати новий вебсервер, оскільки він не містить стану, а отримує його ззовні

### Недоліки
- Низька надійність, необхідне шифрування
- Викликає навантаження, якщо клієнт тонкий
- Сеанс не можна змінити на вимогу. Куки можна видалити з браузера, але він все одно буде працювати, доки термін дії не закінчиться
- Розмір HTTP-запиту збільшується залежно від розміру сеансу

## Реалізація
Розглянемо декілька способів передачі сеансу зі сторони клієнта. 
Один із таких - це використання уніфікованого локатора ресурсів. Наприклад, нехай у нас є мережа організацій, тоді доступ до різних організацій можна регулювати залежно від параметрів:
```
https://localhost:1000/<organization-identifier>/catalog

```

Інший варіант - це використання прихованих полів. Цей варіант може бути корисний, коли необхідно передати дані, та запобігти можливості їх редагування клієнтом.
```
<
input
 
type
=
"hidden"
 
id
=
"id"
 
value
=
"19"
>

```

Також можна використати веб сховище або ж куки. Так, наприклад, при реалізації опитувальника необхідно, щоб користувач не втратив заповнені дані. Тоді при заповнені кожного поля можна сереалізовувати значення та запам'ятовувати їх у сховищі, а при повторному відкриті сторінки відновлювати стан.
```
document
.
cookie
 
=
 
$
(
"#survey-form"
).
serializeArray
()

```

Щоб не зберігати інформацію про користувача на кожному сервісі її можна кодувати та передавати разом із запитом. Ось такий вигляд матиме JWT токен.
```
eyJhbGciOiJIUzI1NiIsInR5cCI6IkpXVCJ9.eyJzdWIiOiIxMjM0NTY3ODkwIiwibmFtZSI6IkpvaG4gRG9lIiwiaWF0IjoxNTE2MjM5MDIyfQ.SflKxwRJSMeKKF2QT4fwpMeJf36POk6yJV_adQssw5c

```